# Batalla de Appomattox
La batalla de Appomattox Court House, librada en el condado de Appomattox, Virginia, en la mañana del 9 de abril de 1865, fue una de las últimas batallas de la guerra civil estadounidense (1861-1865). Fue el compromiso final del general en jefe de la Confederación, Robert E. Lee, y su Ejército de Virginia del Norte antes de que se rindiera al Ejército de la Unión del Potomac bajo el comandante general de los Estados Unidos, Ulysses S. Grant.

## Desarrollo de la batalla
Lee, habiendo abandonado la capital confederada de Richmond, Virginia, después del asedio de nueve meses y medio de Petersburgo y Richmond, se retiró hacia el oeste, con la esperanza de unir a su ejército con el resto de las fuerzas confederadas en Carolina del Norte, el Ejército de Tennessee bajo el mando del general Joseph E. Johnston. Las fuerzas de infantería y caballería de la Unión bajo el mando del general Philip Sheridan persiguieron y cortaron la retirada de los confederados en el pueblo de Appomattox Court House. Lee lanzó un ataque desesperado para atravesar las fuerzas de la Unión hacia su frente, asumiendo que la fuerza de la Unión consistía enteramente en caballería ligeramente armada. Cuando se dio cuenta de que la caballería estaba ahora respaldada por dos cuerpos de infantería federal, no tuvo más remedio que rendirse ya que su vía de retirada se encontraba ahora cortada.

## Rendición de Lee
La firma de los documentos de entrega ocurrió en el salón de la casa de Wilmer McLean en la tarde del 9 de abril. El 12 de abril, una ceremonia formal de desfile y entrega de armas dirigida por el General de División del Sur John B. Gordon al General de Brigada Federal Joshua Chamberlain de Maine marcó la disolución del Ejército de Virginia del Norte con la libertad bajo palabra de sus casi 28.000 oficiales y hombres restantes, libres para regresar a sus hogares sin sus armas, pero permitiendo que los hombres se llevaran a sus caballos y permitiendo a los oficiales retener sus armas de mano (espadas y pistolas) y poner fin de hecho a la guerra en Virginia.

## Consecuencias
Este evento desencadenó una serie de rendiciones posteriores a través del Sur, en Durham el 26 de abril Joseph E. Johnston, en Citronelle el 4 de mayo Richard Taylor y Simon Bolivar Buckner el 26 de mayo en Shreveport. Finalmente, para el Teatro Trans-Misisipi, el 2 de junio Edmund Kirby en Galveston, señalando el final de la guerra de cuatro años de duración.